# Konkretno
Konkretno (lett. "Concretamente") è un partito politico sloveno di centro costituitosi il 4 dicembre 2021 attraverso la confluenza di due forze politiche:
- il Partito del Centro Moderno dell'ex Presidente del governo Miro Cerar;
- il Partito dell'Attività Economica (Gospodarsko aktivna stranka) guidato dal presidente dell'Assemblea nazionale Alojz Kovšca.[1].

Il 10 gennaio 2022 si è costituito il relativo gruppo parlamentare.
In occasione delle elezioni parlamentari del 2022 prende parte alla coalizione «Connettiamo la Slovenia» (Povežimo Slovenijo), insieme a Partito Popolare Sloveno, Verdi di Slovenia e altre forze minori.

## Ideologia
Il partito si descrive come un partito liberale che sostiene l'integrazione e la cooperazione politica. Sostengono uno sviluppo economico equo e un'economia che sia il fondamento di altri sistemi sociali.

## Risultati elettorali
| Elezione          | Voti   | %    | Seggi  |
| ----------------- | ------ | ---- | ------ |
| Parlamentari 2022 | 40.612 | 3,41 | 0 / 90 |
| 1.                |        |      |        |